# Max Fenger
Max Johannes Whitta Fenger (født d. 7 august 2001) er en dansk professionel fodboldspiller, der spiller som angriber for den danske 1. divisionsklub OB.

## Klub karriere
Han fik sin professionelle debut den 1. juni 2020 i et 1–0-tab på udebane til AGF, hvor han kom ind som indskifter i det 47. minut for Mart Lieder.